# Curage

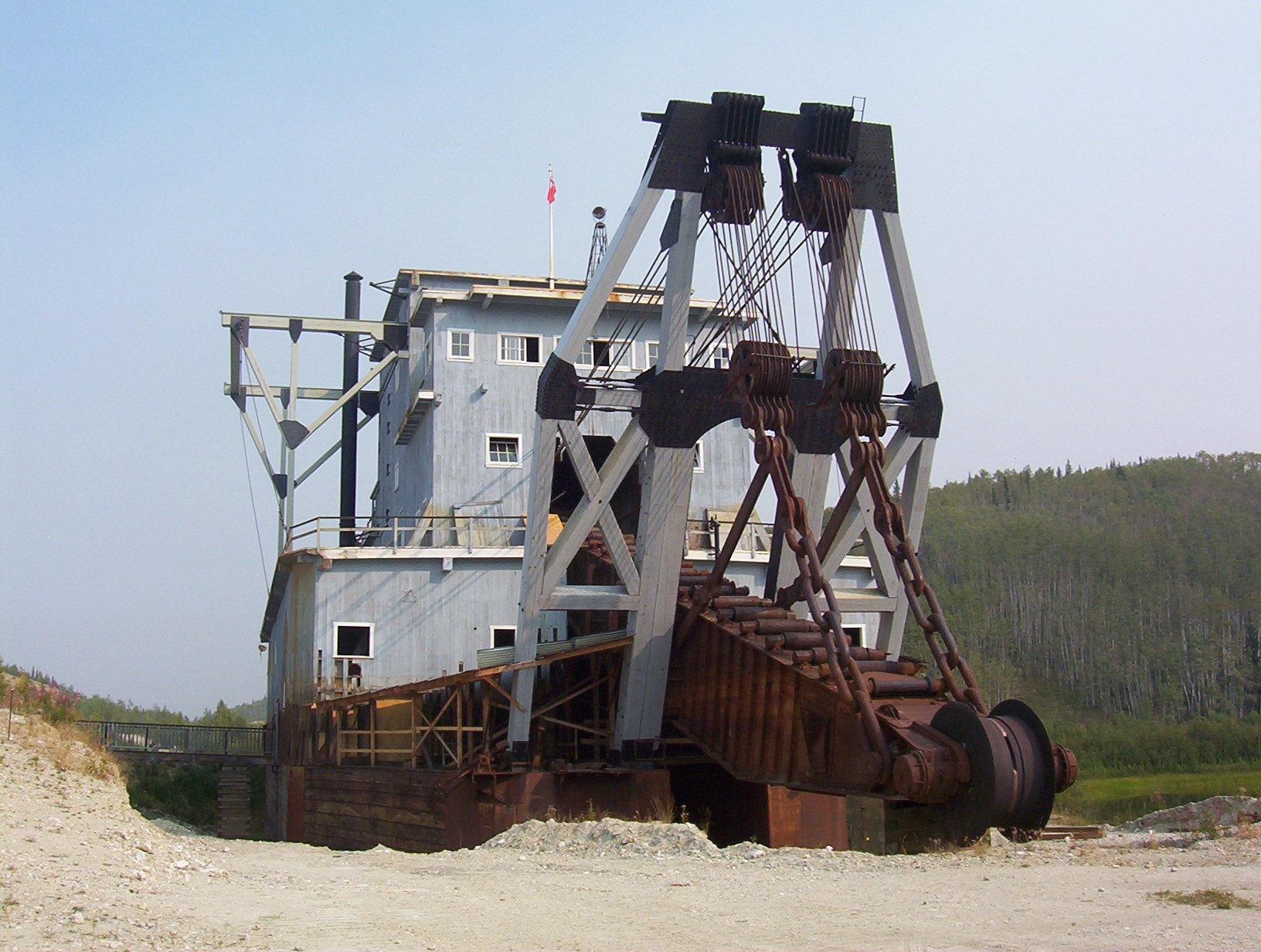
Drague à godets, à quai (Bonanza Creek, Dawson, Yukon, Canada), vue de face

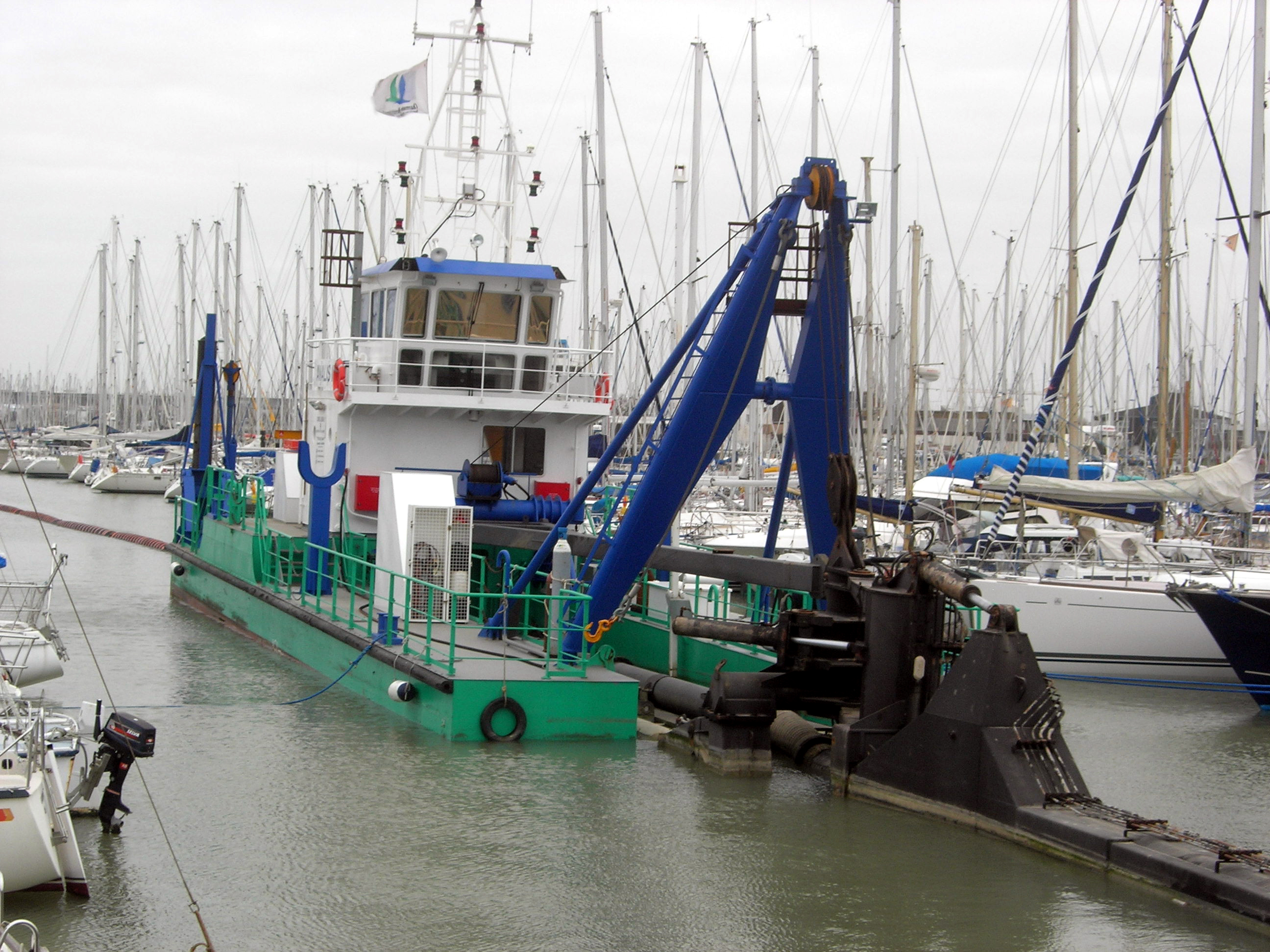
Curage du bassin du port de plaisance de La Rochelle

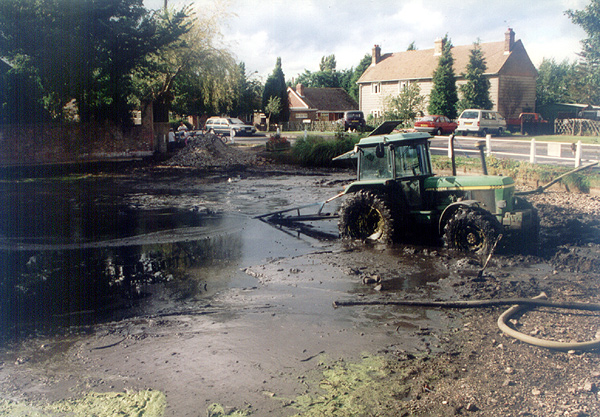
Curage de mare, ici à Bredgar (Kent), à la suite d'une eutrophisation avec bloom algal. Les boues curées ont été épandues sur un champ voisin

Le curage est l'opération consistant à extraire et exporter les sédiments qui se sont accumulés par décantation sous l'eau.

## Types de lieux curés
Le curage peut concerner :
- des puits dont le fond est envasé ou engorgé de matériaux empêchant son utilisation optimale
- des milieux naturels ou semi-naturels (mare, étang, cours d'eau…)
- des installations de gestion des eaux usées (fosse septique, égout)
- des fossés de drainage (craste, watringues, watergangs…)
- d'infrastructures liées à la gestion de l'eau (bassin d'expansion de crue, noue, fossé, réservoir)
- de voies navigables (fleuve, rivière, canal et infrastructures y afférentes (bief, écluse, gare d'eau, port en eau douce, estuaire, etc.)
- d'installations portuaires (chenal, port, darses par l'extraction et exportation des sédiments)
- d'installations industrielles (bassins de décantation, fosses de récupération de débordements, lèchefrite, etc.).

Le curage consiste également plus largement à curer (nettoyer) des canalisations et des égouts en voirie.

## Techniques de curage
Il se faisait autrefois par simple vidange du volume d'eau, ou sous l'eau à la main, avec l'aide d'outils spécialisés (par exemple dans les réservoirs d'eau potable, les fossés, mares, viviers et marais, etc.).
Les volumes importants nécessitent des terrains de dépôts appropriés (éventuellement étanchéifiés, pour ne pas polluer la nappe ou l'environnement) et/ou des moyens permettant la déshydratation des boues, qui sont ensuite laissées sur place, éventuellement inertées, ou déplacées lorsqu'elles sont devenues « pelletables ».

### Curage mécanique
Le curage mécanique consiste à extraire les matériaux à l'aide d'engins à godets qui opèrent soit depuis les berges (pelles mécaniques hydrauliques), soit depuis la surface (pelle sur pontons, dragues à bennes preneuse…), soit encore directement depuis le fond du canal.
En France, il est employé dans plus de 60 % des cas pour l'extraction des sédiments graveleux
et non contaminés depuis les années 1990, toutes voies d’eau confondues.

#### Curage en eau
Les engins sont soit montés sur des chalands soit amphibies. Le transfert des vases s’effectue soit à l’aide d’une seconde barge, soit à l’aide d’une pompe à boues épaisses (jusqu’à 500 m).La hauteur d’eau disponible conditionne la capacité (10 à 60 m3) et le rendement des engins.

#### Curage à sec
Le bief étant préalablement mis à sec, il est possible d’opérer en circulant au fond de celui-ci à l’aide d'un bull marais et d’un chargeur ou d’une tracto-benne. La stabilité du sol est prépondérante.

### Curage à vieux fond et vieux bords
Méthode pratiquée pour ne pas modifier le comportement hydraulique du cours d'eau ou canal. C'est-à-dire qu’on intervient uniquement sur le dépôt de vase sans atteindre ou modifier l’horizon argileux imperméable.

## Aspects sanitaires et de sécurité environnementale

### Précautions
Le curage nécessite souvent des précautions particulières :
- il peut en effet être une source majeure de pollution par remise en suspension dans la colonne d'eau ou diffusion dans l'environnement et les réseaux trophiques de polluants stockés dans les sédiments (PCB, pesticides, métaux lourds, radionucléides, etc.) ;
- les sédiments peuvent contenir des organismes pathogènes (ex : dans les fosses septiques, fosses à lisier, égouts, etc.) ;
- il peut être une source momentanée de nuisances olfactives ou de risque (Certains sédiments riches en matières organiques fermentent en émettant du méthane (inflammable et explosif), et/ou du sulfure d'hydrogène malodorant et toxique.

Des réflexions sont en cours dans divers pays (dont aux Pays-Bas et en France) pour utiliser certains matériaux curés (dans les canaux et ports par exemple), quand leur état physique et chimique le permet comme « sédimatériaux », éventuellement considérés comme écomatériaux.

### Impacts
Les opérations importantes ou à risque nécessitent une étude d'impact (impact du curage lui-même, et impact du stockage, de l'épandage ou de l'immersion ou remise en suspension des boues et autres matériaux curés) et le cas échéant des mesures conservatoires ou des mesures compensatoires.
Les boues peuvent contenir divers contaminants, plus ou moins dégradables (pesticides et autres produits issus de la chimie organique) très lentement dégradables (dioxines, PCB, furanes, etc.) ou non-biodégradables (ex : plomb, mercure, cadmium, etc.). Si elles sont toxiques doivent être traitées et/ou stockées dans des conditions particulières (inertage, confinement), conformément à la législation qui les considère tantôt comme un déchet, un déchet toxique ou un matériau, selon leur nature et leur destination.
On distingues trois types d'impacts.
- primaires et immédiats : relarguage dans la colonne d'eau de toxiques (dont métaux lourds, pesticides et PCB par exemple), de pathogènes stockés dans le sédiment, ou de matières organiques susceptibles de provoquer une eutrophisation ou dystrophisation et augmentation brutale de la turbidité, qui peuvent être une source importante de mortalité et indirectement de botulisme. Localement existent les risques d'endommager des câbles subaquatiques, ou d'entrer en contact avec des munitions non-explosées ou des munitions volontairement immergées sous l'eau après les guerres mondiales (ex : plus de 100 décharges immergées de munitions sont répertoriés en France en 2005, selon la Commission OSPAR[2],[3],[4])
- secondaire et de court terme : turbidité posant problème pour la vie aquatique et interférant éventuellement avec les processus d'auto-épuration
- tertiaire et de moyen et long terme : contamination des réseaux trophiques et déséquilibres écologiques, avec le cas échéant contamination de la faune et d'êtres humains via l'alimentation (Cf. pêche[style à revoir], ou contamination de produits cultivés, via l'irrigation, l'utilisation des vases comme amendement, ou via une pollution induite de la nappe), contamination possible des terrains de dépôts et de leurs environs.

Dans les ports européens, la démarche EcoPort et les études d'impacts cherchent à limiter ces risques.

## Galerie

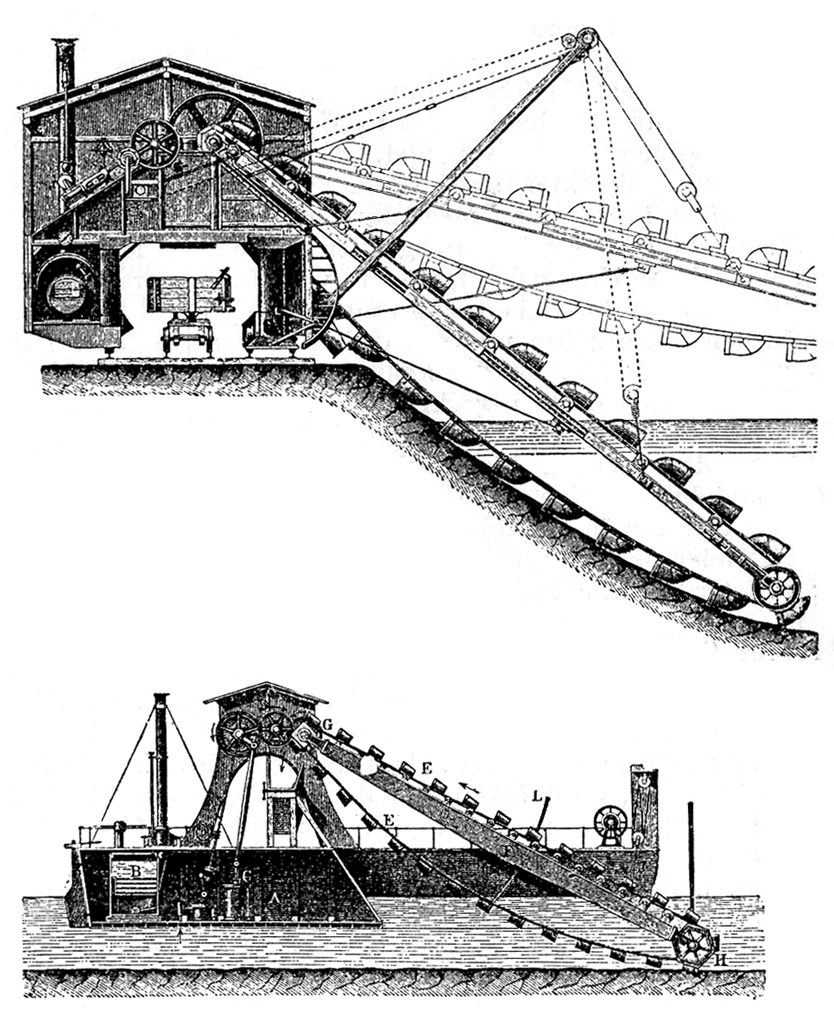
Schéma d'une méthode de curage à partir de la rive
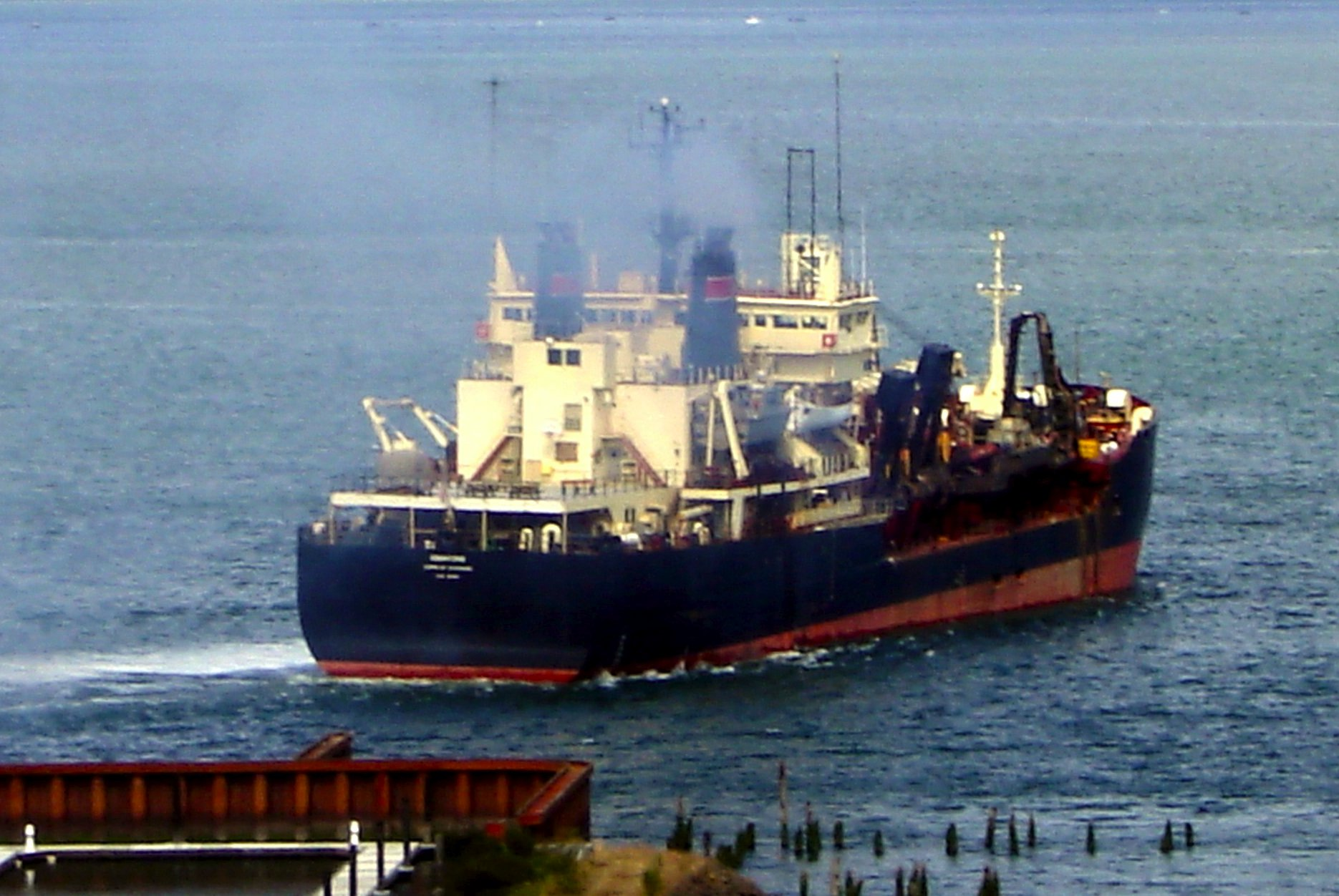
Essayons
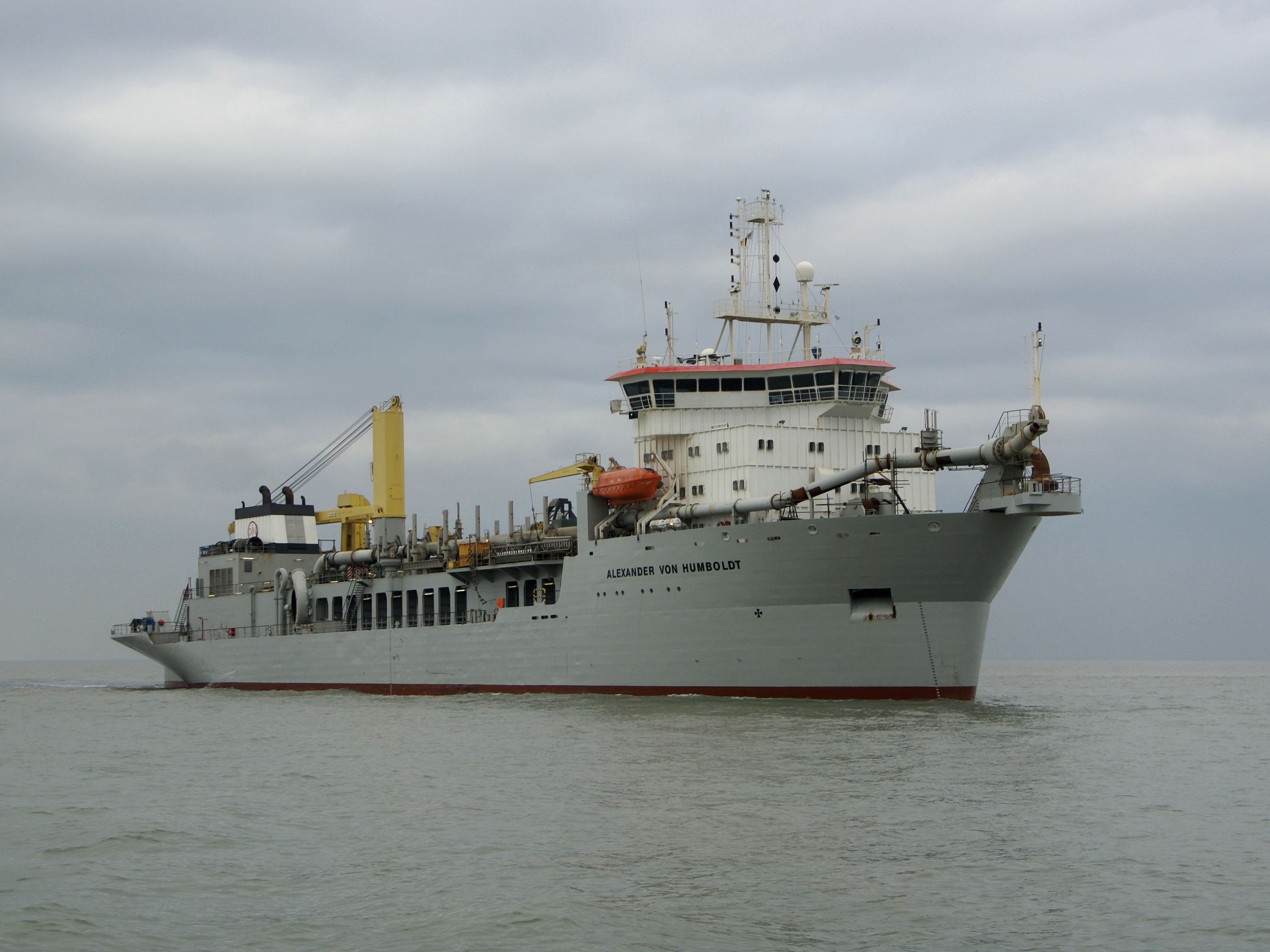
Alexander von Humboldt
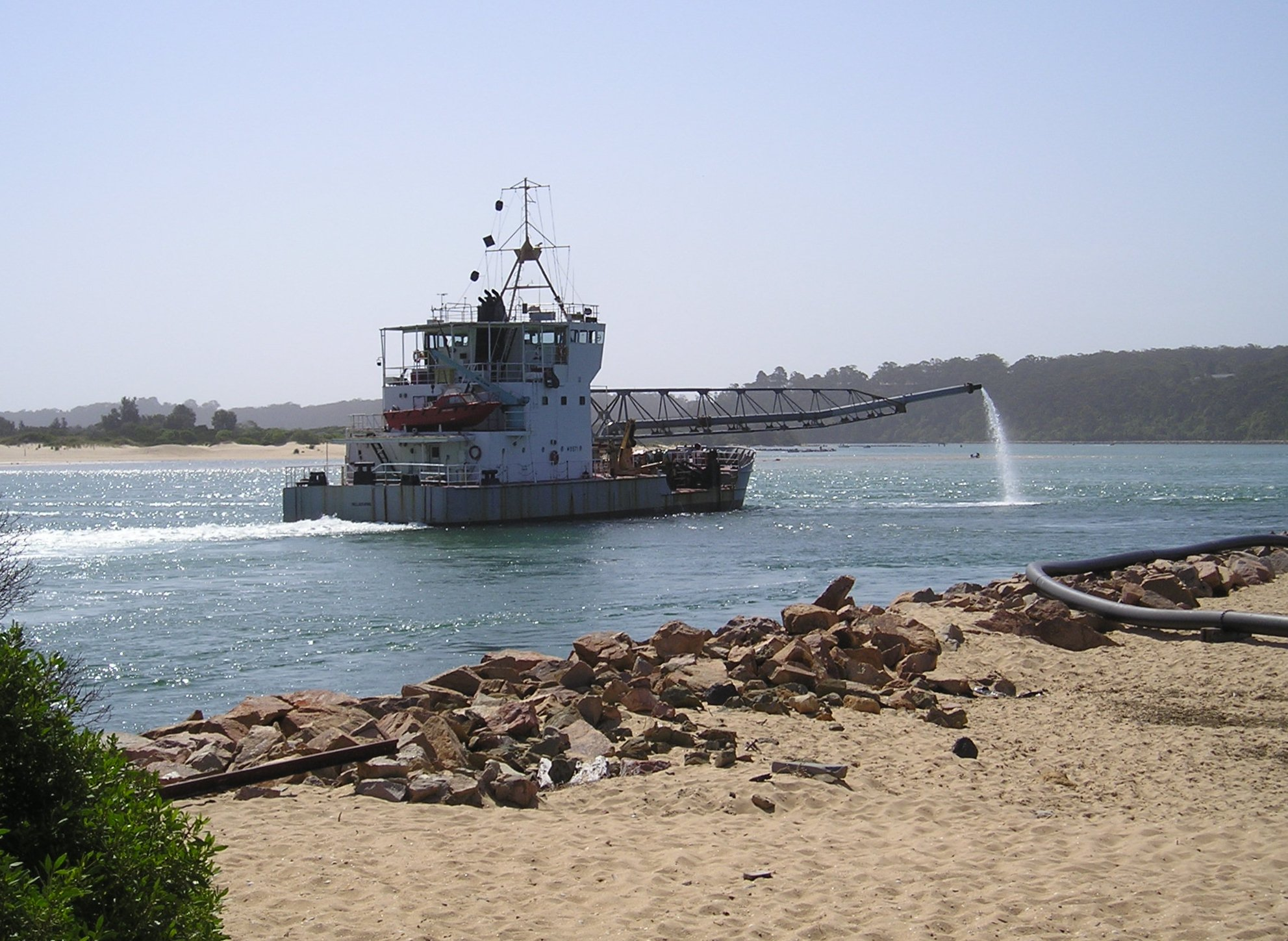
Le navire April Hamer au Lakes Entrance, Victoria, Australie